# Vlad Dracula
 "Vlad Tepes" omdirigeres hertil. For anden betydning, se Vlad Tepes (band).
Vlad III Tepes (født 1431, død 14. december 1476) også kaldt Vlad "Dracul" Țepeș (udtales 'tsæ-pæsch', betyder groft oversat Spidderen), var en rumænsk krigsfører og fyrste i det femtende århundrede. Navnet Dracul betyder direkte oversat djævelen, men skal forstås som dragen, da Drakul var det tætteste ord de havde på drage i den tid. Navnet henviser til Drage ordenen, en kristen orden som Vlad Dracul og Vlad Tepes var en del af.
Siden starten af 1970'erne er Vlad Dracula ofte blevet associeret med den fiktive vampyrgreve fra Bram Stokers roman Dracula. Man har nemlig troet, at Bram Stoker var inspireret af den historiske Vlad Tepes' liv. Nyere forskning har imidlertid vist, at dette næppe var tilfældet. Stoker stødte bare på navnet og brugte det til den roman, han allerede var i gang med. Associationen har dog fortsat stor betydning for rumænsk turisme.

## Historie
Vlad Tepes blev født i 1431 i den transylvanske by Sighişoara, og i denne by, der stadig ligger som en velbevaret fæstningsby med fæstningsmure og byporte (og souvenirboder) og allerede derfor er et besøg værd, kan man stadig se og komme ind i det hus, hvor han angiveligt blev født. På det tidspunkt levede Draculas far, Vlad II Dracul, i eksil i Transylvanien. Her forsøgte han at samle opbakning til sine planer om at overtage den valakiske trone fra den danesteriske prins, Alexandru I.
Man kender ikke meget til Tepes' tidlige liv, dog ved man, at han havde en ældre bror, Mircea, og en yngre bror, Radu den Smukke. Hans opdragelse stod hans mor og dennes familie for. Hans uddannelse begyndte i 1436, efter at hans far besatte den valakiske trone og havde dræbt hans danestiske rival. Hans træning var typisk for enhver anden kongelig søn i Europa. Dracula lærte alle de ting om krig og fred, der var forventet af en kristen ridder.
Under en tyrkisk invasion i 1442 forsøgte faderen at være neutral, men tyrkerne blev trængt tilbage af ungarerne og indsatte Basarab II på tronen. Vlad II Dracul fik dog tilbageerobret magten året efter med tyrkernes hjælp. For at forsikre sultanen om sin gode vilje, rejste faderen med sine to yngste sønner til Edirne for at vise sin troskab i 1444, hvor de alle blev tilbageholdt, faderen blev løsladt ved i slutningen af året. For at vise sin taknemmelighed over for den tyrkiske sultan, underskrev han en kontrakt, der ikke blot forpligtede ham til at sende en årlig skat, men også til at forsyne sultanen med drenge fra området til at blive janitshar. Men Dracula forblev gidsel hos sultanen indtil 1448.[kilde mangler]
Tepes opnåede over en periode megen magt, men blev væltet af tronen tre gange. Desuden sad han i fængsel i 16 år i Ungarn og deltog i et stort antal krige. Han bliver første gang fyrste over Valakiet i oktober 1448, styrtes i november og flygter til fyrst Bogdans hof i Moldavien. Omkring juletid samme år bliver han og fyrst Bogdans søn, den jævnaldrende Stefan, venner, og Stefan er sådan set den eneste virkelige ven, Tepes får. I 1451 går Vlad III i ungarsk tjeneste, og i 1456 erobrer han magten tilbage i Valakiet.
Han var berygtet for at pælespidde sine fjender. Det siges sågar, at Tepes nød at spise sine måltider på trappen foran sin residens, hvorfra han imens kunne kigge på sine fjenders pælespiddede lig. Dette træk fremhæves ofte af forskere, journalister og kunstnere, der ønsker at associere "Dracula" med vampyrer og deres blodige livsstil.

## Vlad Tepes i populærkulturen
Ligesom Bram Stokers fiktive grev Dracula har også den historiske Vlad "Dracul" Tepes givet inspiration til talrige bøger, film, tegneserier osv.
Tegneserien Vlad pælespidderen (Sur les traces de Dracula 1: Vlad l'Empaleur, på dansk fra Carlsen, 2006), skrevet af Yves Huppen og tegnet af Hermann Huppen, bygger på den nyeste historiske forskning og giver et levende, medrivende indtryk af de komplekse politiske forhold, der prægede Vlad Draculas liv. Desuden har Yves Huppen sammen med tegneren Daniel "Dany" Henrotin lavet albummet På sporet af Dracula: Transylvanien (Sur les traces de Dracula 3: Transylvania, på dansk fra Faraos Cigarer, 2007), hvor de to hovedpersoner besøger Vlad Draculas fødested, palads, borg, kloster etc. i det moderne Rumænien..